# 234292 Wolfganghansch
234292 Wolfganghansch este o planetă minoră (asteroid) din centura de asteroizi. A fost descoperită pe 16 decembrie 2000 la Observatorul Regal al Belgiei⁠(d) de Thierry Pauwels⁠(d). 
Obiectul prezintă o orbită caracterizată de o semiaxă mare de 2,5928186026861 UAi, o excentricitate de 0,15287160624401, o înclinație de 4,3282519854876 ° în raport cu ecliptica.